# Township de Kyain Seikgyi
Le township de Kyain Seikgyi est un township du district de Kawkareik  dans l'État de Kayin, autrefois appelé État Karen.
Ses principales villes sont Kyeikdon et Payathonzu.